# Burmesische Badmintonmeisterschaft 1956
Die Burmesische Badmintonmeisterschaft 1956 fand in Rangun statt. Es war die achte Auflage der nationalen Titelkämpfe von Myanmar im Badminton.

## Titelträger
| Disziplin    | Sieger                 |
| ------------ | ---------------------- |
| Herreneinzel | Khin Maung Aye         |
| Dameneinzel  | Ma Chin Chu            |
| Herrendoppel | Tin Yee Tin Aung       |
| Damendoppel  | Woolleston M. Raymond  |
| Mixed        | Aung Myint Terry Simon |